# Catedral de San Florián (Vaduz)
La Catedral de Vaduz o Catedral de Florín (St. Florinskirche in Vaduz or Kathedrale St. Florin) es una iglesia de estilo neogótico ubicada en la ciudad de Vaduz, capital del Principado de Liechtenstein, y sede de la arquidiócesis de Vaduz. Originalmente era una iglesia parroquial, y alcanzó el grado de catedral en 1997, con el papa Juan Pablo II.

## Historia
Fue levantada entre 1869 y 1874 por el arquitecto Friedrich von Schmidt sobre cimientos de una iglesia medieval. Su santo patrón es Florián de Remüs (Florinus o Florín), un santo del siglo IX proveniente de Valle de Vinschgau.
La archidiócesis de Vaduz fue proclamada por el papa Juan Pablo II en la constitución apostólica Ad Satius Consulendum del 2 de diciembre de 2002. Antes de eso, en Vaduz residía un deán dependiente de la diócesis suiza de Coira. La ceremonia solemne que convirtió en catedral la antigua iglesia parroquial tuvo lugar el 12 de diciembre de 1997.

## Bodas
La catedral ha sido escenario de muchas bodas reales. Estas bodas incluyen:
- Francisco José II de Liechtenstein y Georgina de Wilczek el 7 de septiembre de 1943.
- Juan Adán, príncipe heredero de  Liechtenstein y María Kinsky de Wchinitz y Tettau el 30 de julio de 1967.
- Nora, princesa de  Liechtenstein y Vicente Sartorius y Cabeza de Vaca, IV marqués de Mariño el 11 de junio de 1988.
- Luis, príncipe heredero de  Liechtenstein y Sofía de Baviera el 3 de julio de 1993.
- Tatiana, princesa de  Liechtenstein y Felipe de Lattorff el 5 de junio de 1999.
- Constantino de Liechtenstein y María Gabriela Francisca Kálnoky de Kőröspatak el 14 de julio de 1999.
- Maximiliano de Liechtenstein y Ángela Brown Burke el 21 de enero de 2000.

## Entierros
- Isabel, princesa soberana consorte de Liechtenstein
- Carlos Luis, príncipe de Liechtenstein
- Príncipe soberano Francisco José II de Liechtenstein
- Georgina, princesa soberana consorte de Liechtenstein
- Príncipe Francisco 
José Venceslao de Liechtenstein
- María, princesa soberana consorte de Liechtenstein
- Príncipe Luis de Liechtenstein
- Archiduquesa Isabel Amalia de Austria
- Archiduquesa María Anunciada de Austria
- Isabel de Urach
- Príncipe Juan de Liechtenstein
- Príncipe Fernando de Liechtenstein
- Príncipe Enrique de Liechtenstein
- Príncipe Constantino Francisco de Liechtenstein
- Príncipe Vicente Carlos de Liechtenstein

## Galería de imágenes

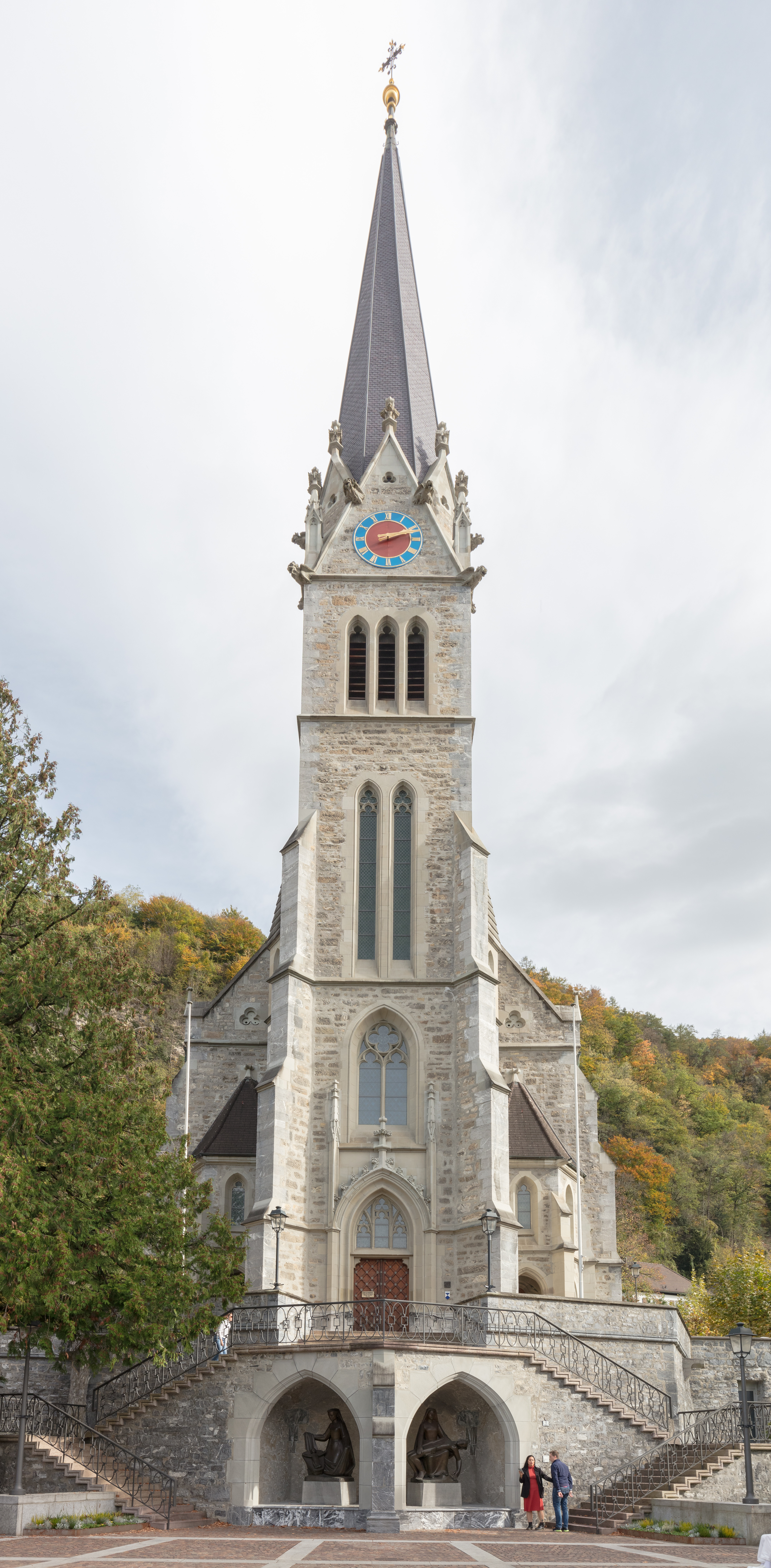
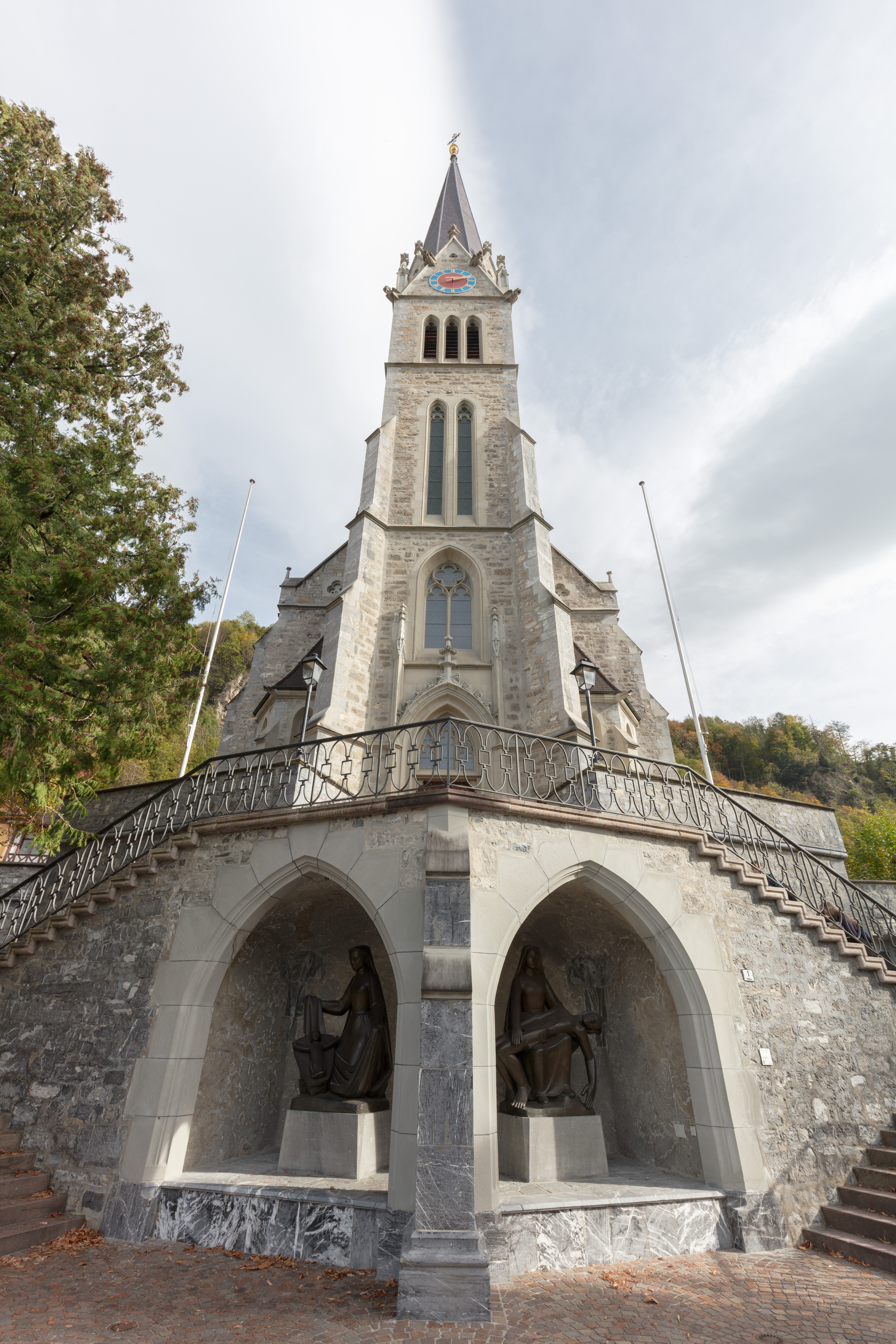
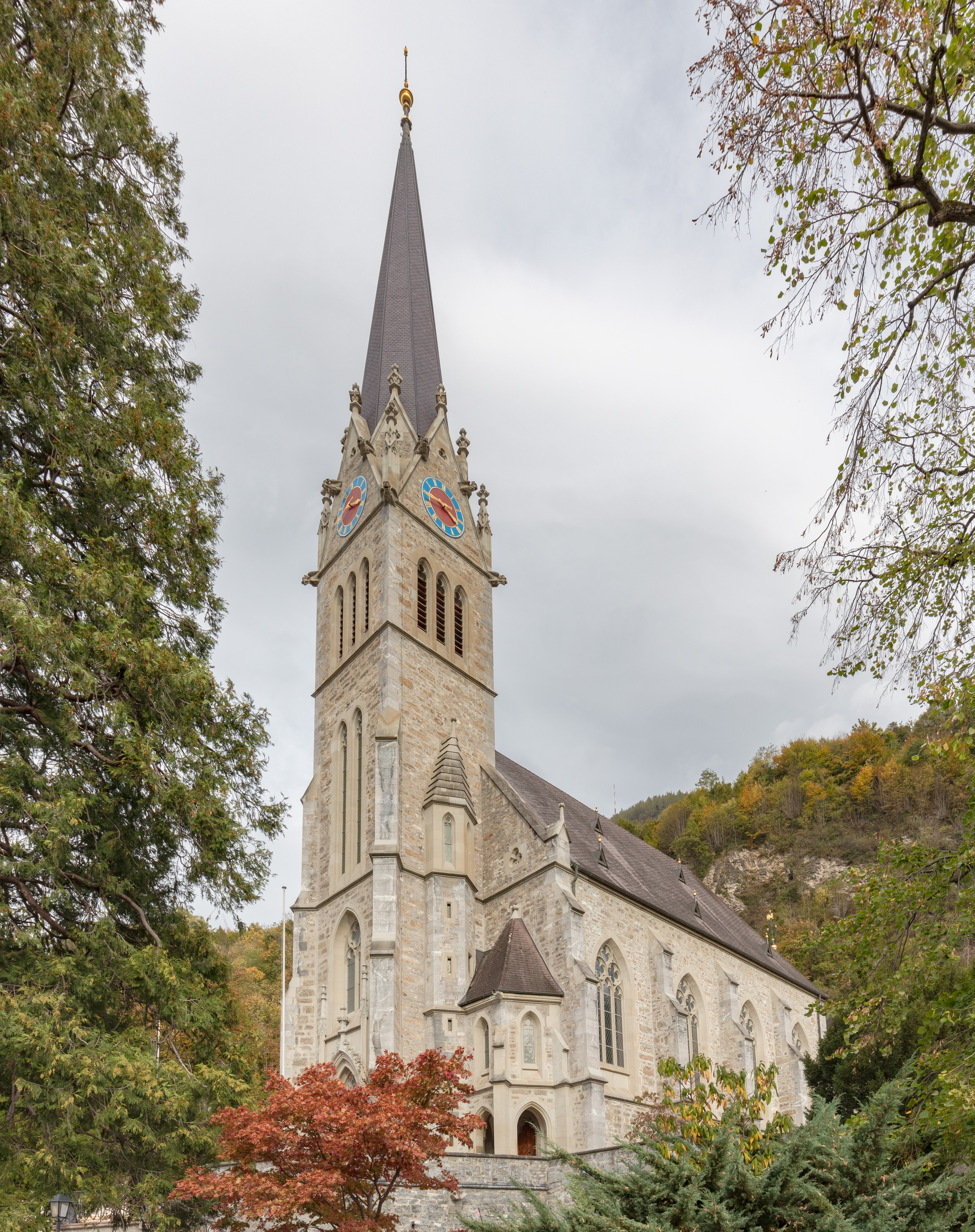
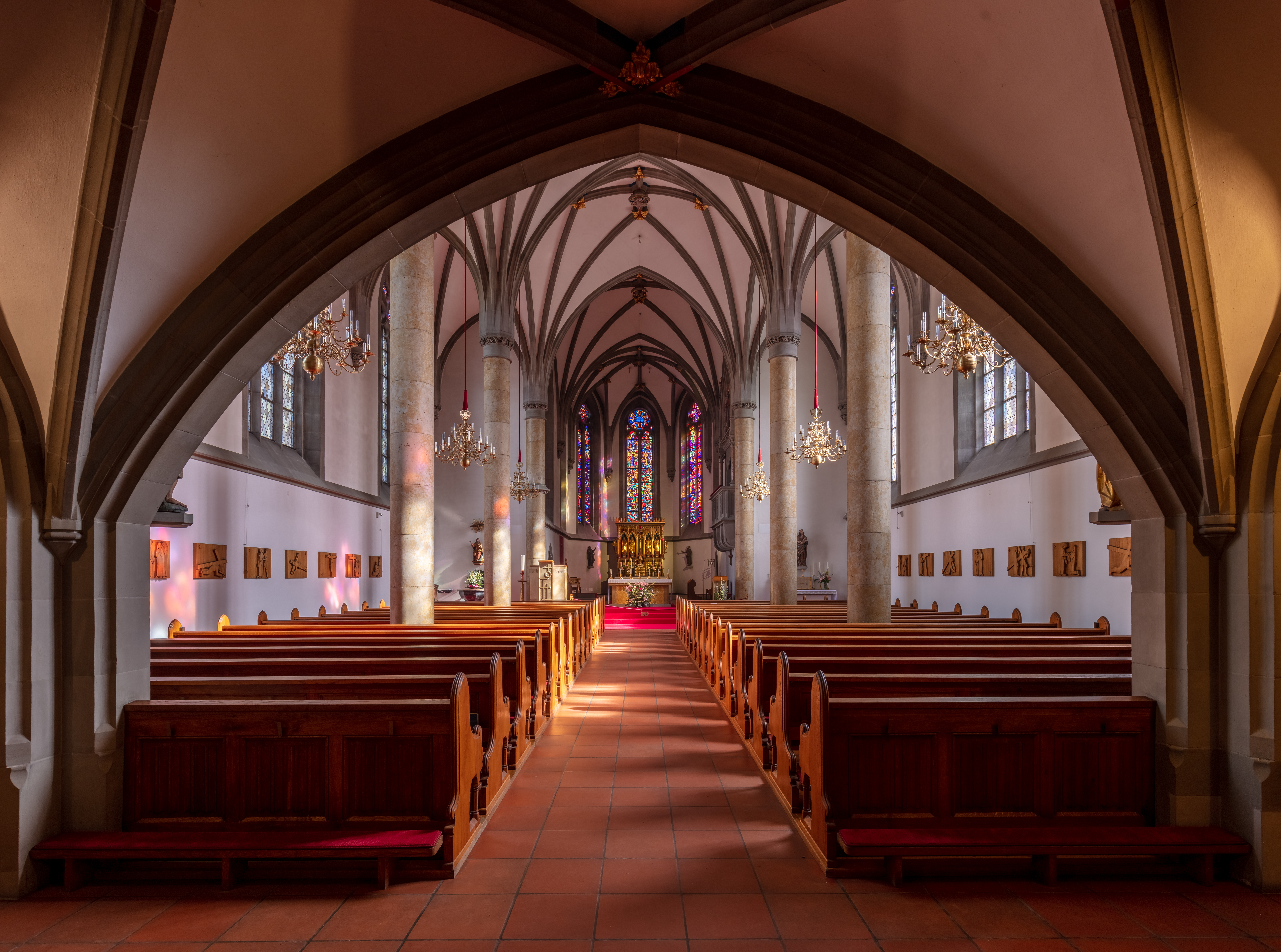
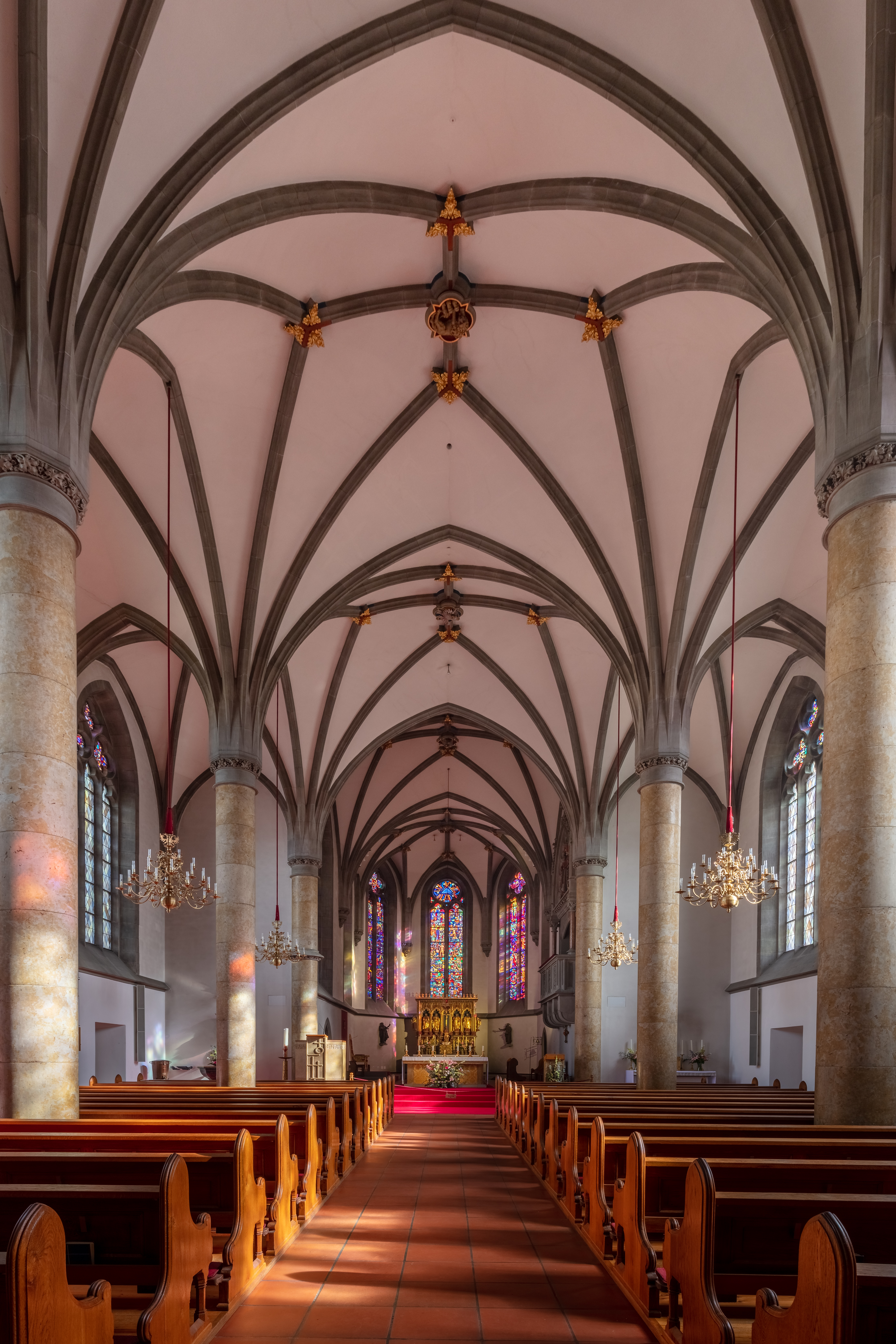
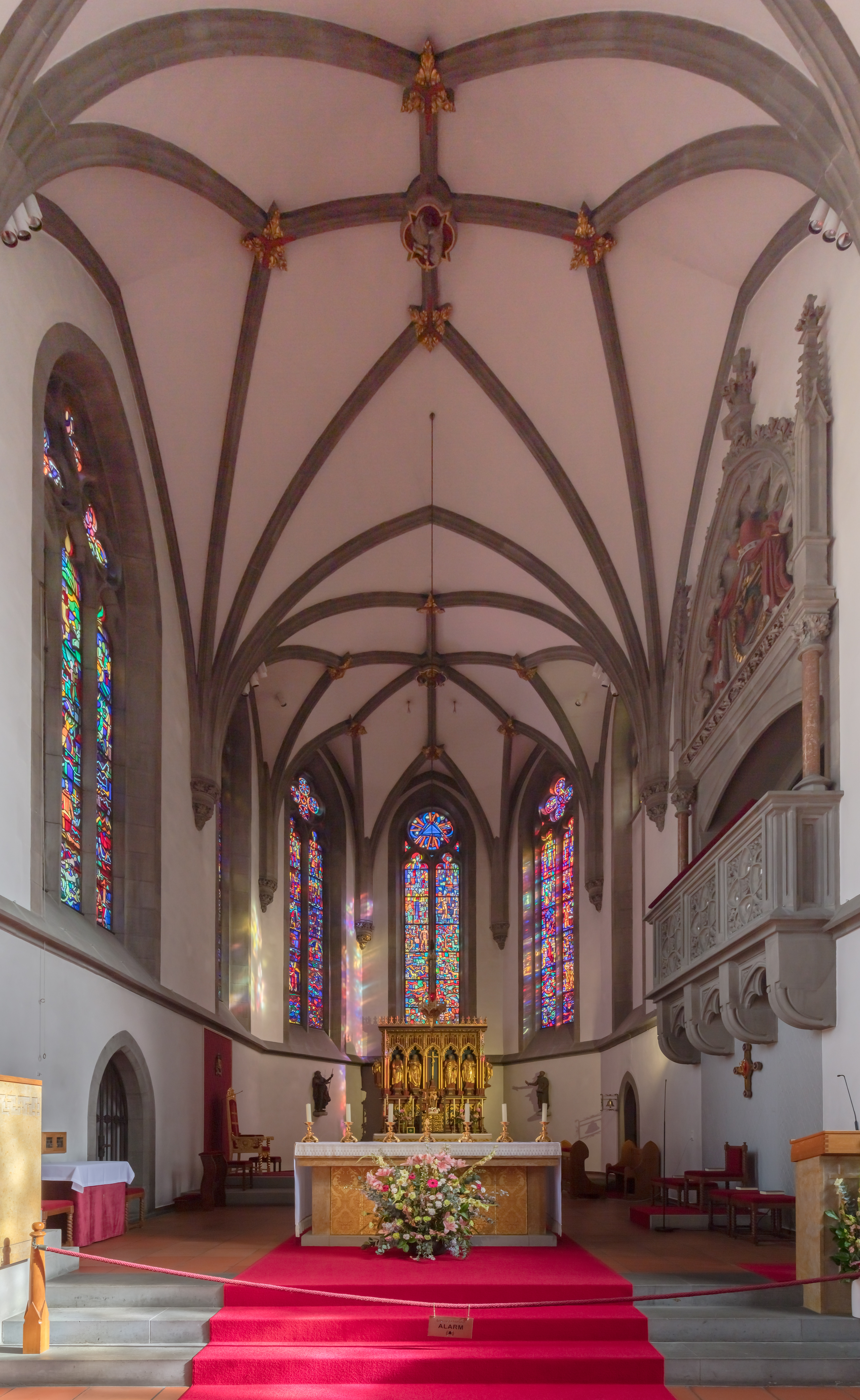
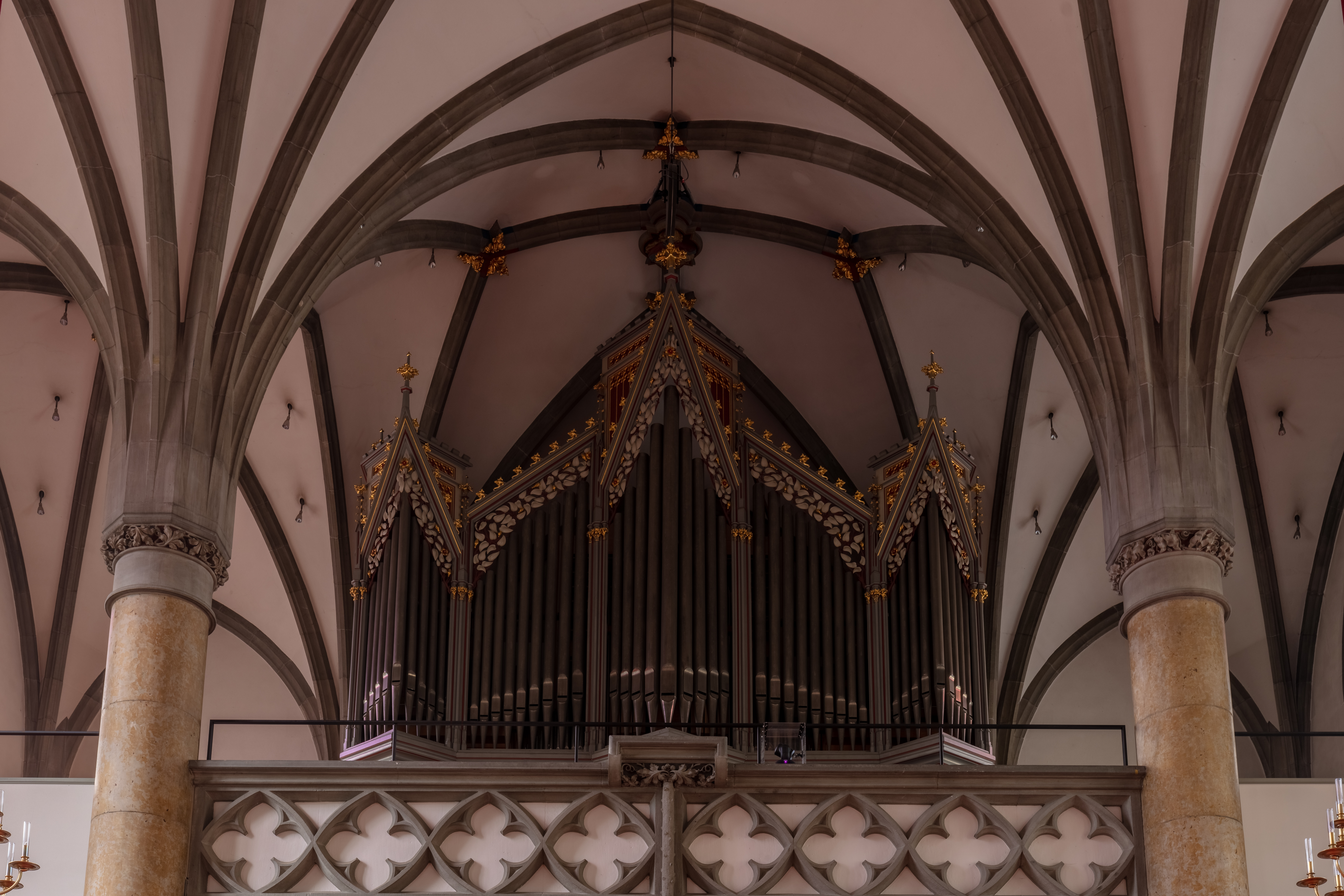
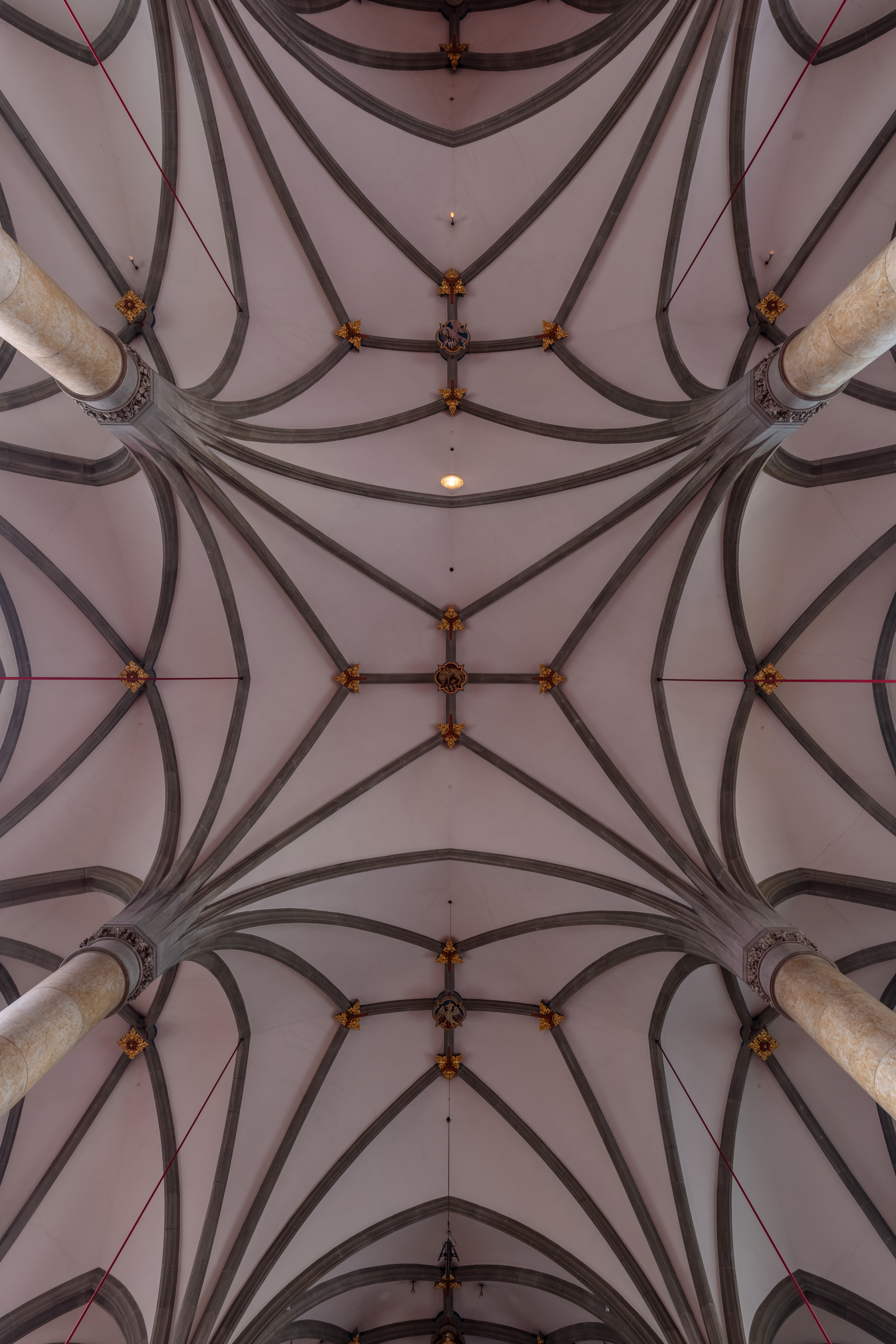